# 稲恭宏
稲 恭宏（いな やすひろ、1967年（昭和42年） - ）は、日本の放射線医学者。一般財団法人稲恭宏博士記念低線量率放射線医科学研究開発機構理事長。「低線量率放射線療法」という代替医療の提唱者。

## 経歴
- 1967年、栃木県生まれ[1][4]。
- 1993年 - 1994年、早稲田大学人間科学部衛生学公衆衛生学教室[5][6]
- 1998年 - 2001年、東京大学医科学研究所客員研究員[7]。
- 2000年6月、東京大学大学院医学系研究科病因・病理学/免疫学専攻博士課程を修了し、東京大学から博士（医学）の学位授与[8][9]。
- 2000年、一般財団法人稲恭宏博士記念低線量率放射線医科学研究開発機構理事長就任[9]。
- 2002年 - 2004年、一般財団法人電力中央研究所低線量放射線研究センター（現・放射線安全研究センター）併任[10][11]。
- 2009年、健康長寿のための日本全国健康長寿応援団を立ち上げた[2]。
- 2017年、アパ日本再興財団の懸賞論文で最優秀賞を受賞[12]

## 低線量率放射線療法
稲は、マウスによる実験で、低線量率放射線の全身外部照射および全身体内照射が、免疫系を活性化すること、腫瘍や腎臓・脳の疾病の改善に効果のあること、放射線による胸腺リンパ腫の発生に抑制効果のあること、発癌剤による発癌に抑制効果のあること、寿命を延ばすこと、を2003年に電力中央研究所の報告書で、2004年から2005年にかけ放射線科学の専門誌上で発表した。
さらに、ヒトについて「従来の放射線治療の約10万分の1以下の低線量率放射線が、α線、β線、γ線などを放出する様々な放射性物質・放射性核種を用いて、全身外部照射（全身外部被曝）及び全身体内照射（全身内部被曝：消化器系からの吸収及び呼吸器系からの吸入による全身循環）することによって、副作用を起こすことなく、全身の免疫系、生理系、代謝系、脳・中枢神経系、深部・末梢神経系、筋・骨格系などの諸機能を活性化・正常化し、予防医学的にも作用して健康寿命を延長させる低線量率放射線医科学及び低線量率放射線療法を発見し確立した」と主張している。しかし、この「確立した」という主張を直接示している文献は存在せず、学会からも完全に無視されている。稲によって実際にヒトに適用した例も存在していない。
高線量率の放射線や高線量率の放射線を放出する放射性物質の場合には、「低線量」（放射線医学では、照射された積算（累積）総線量が低い場合に、高線量率の照射の場合でも、低線量率（瞬間の放射線の強度が低いこと）とは別の概念として、このように「低線量」という）内部被曝による人体への影響は看過できない問題として認知されており、米国科学アカデミー傘下の全米研究評議会による「電離放射線の生物学的影響」第7次報告書（BEIR-VII）  や国際がん研究機関のE.カーディスらによる疫学調査  によると、高線量率放射線の場合は、当った積算の線量が低線量の被曝であっても発がんのリスクはあるとした報告がまとめられている。
しかし稲は、「これらの報告は、高線量率放射線または高線量率放射線を放出する放射性物質を用いた場合の報告であり、低線量率放射線域においてはこのような現象は認められていないか、認められるとの報告があっても組織・臓器・全身における医学的諸機能については認められていない上、低線量率域においては Whole Body（全身レベル）で野生型及び変異型（各種疾患モデル）の各系統マウスなどの実験動物のみでなく、人間においても同様に全身の医科学的諸機能が活性化・正常化して各種病態が改善され、健康寿命が延長される」と主張している。しかし、実際に人間でそのような活性化・正常化が起きていることを示した論文を稲は未だにまったく発表してない。
低線量率放射線療法の知見を得るための医学研究は、他の医学研究と同様、まず、野生型及び変異型（各種疾患モデル）の各系統マウスに、数秒間、数分間、数時間、数日間、数週間、数か月間、一生涯に亘る、遺伝子、生体分子、細胞、生化学反応、組織、脳・中枢神経系、深部・末梢神経系、代謝系、筋・骨格系、臓器、全身レベルでの免疫学的及び生理学的実験医学研究まで、放射線を外部照射（外部被曝）、内部（体内）照射（内部被曝）することから始められている。
つまり、稲の低線量率放射線療法や低線量率放射線効果に関する研究や発言は、「放射線の生物影響に関する閾値なし直線仮説（線形非閾値モデル）」が自然放射線レベルの極低線量率域においてまでも成立するとする考え方（放射線はほんの僅かでも存在すれば遺伝子を傷付け発がん作用があるなどの害以外の何物でもないとする1920年代からの仮説）と対立するものである。

## 福島原発事故についての見解
稲は「東京電力福島第一原子力発電所事故によって放出された放射能は、チェルノブイリ原子力発電所事故の線量率と比べて、100万分の1から1億分の1程度の低いレベルにあり、出荷制限されている野菜も付着した放射性物質を水で洗い落とせば食べても人体にはまったく影響がない」と主張している。また、「このように何も害のない放射線レベルなのに、思い込みから精神的に参って、体調を悪化させることのほうが問題だ」と主張している。
2011年3月31日、稲が中心となった市民団体、日本全国健康長寿応援団は、栃木県護国神社 境内やその境内にある護国会館などにおいて「がんばろう日本!東日本大震災救済チャリティー野菜市」を開き、被災者支援のチャリティ野菜市や炊き出しを行い、稲は会場で放射線にまつわる誤解や野菜の安全性に関して説明を行った。
稲は世界中の放射性廃棄物を低線量率放射線療法に使用することを主張している。